# Евено-Битантайський улус
Евено-Битантайський улус (якут. Эбээн-Бытантай улууhа, рос. Эвено-Бытантайский улус) — муніципальний район Республіки Саха (Якутія). Адміністративний центр — село Батагай-Алита. Утворений 21 квітня 1989 року.

## Населення
Населення улусу становить 2 803 особи (2013).

## Адміністративний поділ
Улус адміністративно поділяється на 3 муніципальні утворення, які об'єднують 4 населені пункти.